# Swale (häst)
Swale, född 21 april 1981, död 17 juni 1984, var ett engelskt fullblod, mest känd för att ha segrat i Kentucky Derby (1984) och Belmont Stakes (1984). Han dog åtta dagar efter segern i Belmont Stakes.

## Bakgrund
Swale var en mörkbrun hingst efter Seattle Slew och under Tuerta (efter Forli). Han föddes upp och ägdes av Claiborne Farm. Han tränades under tävlingskarriären av Woody Stephens och reds oftast av Laffit Pincay, Jr., som båda nu är invalda i National Museum of Racing and Hall of Fame. 
Swale tävlade mellan 1983 och 1984, och sprang totalt in 1 583 660 dollar på 14 starter, varav 9 segrar, 2 andraplatser och 2 tredjeplatser. Han tog karriärens största segrar i Kentucky Derby (1984) och Belmont Stakes (1984). Han segrade även i Breeders' Futurity Stakes (1983), Belmont Futurity Stakes (1983), Saratoga Special Stakes (1983), Young America Stakes (1983), Hutcheson Stakes (1984) och Florida Derby (1984).

## Karriär

### Tvååringssäsongen 1983
Swale debuterade på tävlingsbanan den 7 juli 1983 i ett maidenlöp på Belmont Park, där han kom på andra plats. I sin andra start, den 21 juli 1983, i ett maidenlöp på Belmont Park tog Swale sin första seger. Han gjorde sin nästa start i Saratoga Special Stakes, och vann löpet på en lerig bana med jockeyn Eddie Maple. Efter att ha slutat trea i Hopeful Stakes på Saratoga, gick Swale obesegrad under resten av sin tvååringssäsong, med segrar i Belmont Futurity Stakes, Breeders' Futurity Stakes och Young America Stakes.

### Treåringssäsongen 1984
Som treåring vann Swale Hutcheson Stakes på Gulfstream Park med sju längder i sin årsdebut. Han slutade även på tredje plats i Fountain of Youth Stakes, och segrade sedan i Florida Derby med den nya ryttaren Laffit Pincay, Jr.. Efter att ha blivit störd under Lexington Stakes, där han slutade tvåa, segrade Swale sedan i Kentucky Derby på historiska Churchill Downs.
Dagen innan avresan till Baltimore för Preakness Stakes, samt under veckan innan, tränades Swale hårt. I Preakness Stakes kom han på sjunde plats. Nästa start för Swale blev i det längsta och mest ansträngande av de amerikanska Triple Crown-löpen, Belmont Stakes, som han segrade i.

### Död
Den 17 juni 1984, åtta dagar efter segern i Belmont Stakes, kollapsade Swale och dog på väg till sitt stall efter ett bad. Han begravdes på Claiborne Farm.
Swale mottog postumt Eclipse Award for Outstanding Three-Year-Old Male Horse 1984. Swale Stakes, ett årligt grupp 2-stakeslöp för treåringar på Gulfstream Park i Hallandale, Florida, rids till hans ära.